# Small Town Murder Songs
Small Town Murder Songs, auch als Small Town Murder Scenes bekannt, ist ein kanadischer Kriminalfilm von Ed Gass-Donnelly, der auch das Drehbuch schrieb, aus dem Jahr 2010. Neben ihm wurde der Film von Lee Kim produziert. Die Premiere des Films fand am 14. September 2010 auf dem Toronto International Film Festival statt.

## Handlung
Walter ist Polizeichef einer kleinen Stadt in der kanadischen Provinz Ontario. Plötzlich gilt es, dort einen Mordfall zu lösen: Eine schöne, junge Frau wurde nackt am Ufer des nahe gelegenen Sees gefunden. Niemand kennt die Tote, und Walter bemüht sich, dem den Fall übernehmenden Kriminalpolizisten Washington aus London mit vollem Einsatz zu helfen. Zusätzlich hat er seine Stimmungsschwankungen zu verarbeiten, denn hinter ihm liegt eine Zeit, in der er ein gefürchteter Schläger gewesen war, die er aber mit Hilfe eines Geistlichen der ortsansässigen Mennoniten überwunden glaubt.
Durch die Stimmenanalyse des bei der örtlichen Polizei eingegangenen anonymen Notrufs, der auf die Leiche hinweist, erkennen zwei der Beamten, darunter auch Walter, die Stimme von Rita. Ein Hauptverdächtiger, Steve, ist schnell gefunden, doch seine Freundin Rita gibt ihm ein Alibi. Walter gerät in eine Zwickmühle, denn er und Rita hatten eine gemeinsame Vergangenheit, die auch dem ermittelnden Beamten Washington nicht verborgen bleibt. Er suspendiert Walter von dem Fall. Als sich herausstellt, dass das Alibi falsch ist, weil Steve sich vor der Tatzeit nicht bei Rita, sondern zeitweise in einem entfernten Vergnügungslokal befand, wo er das spätere Opfer, die dort als Tänzerin arbeitete, kennengelernt haben könnte, und sie somit bei ihrer Aussage gelogen hat, steht Walter vor einer schweren Entscheidung. Er provoziert beide so lange, dabei auch wieder gewalttätig werdend, bis Rita ihre Aussage widerruft und Steve verhaftet wird.

## Hintergrund
Small Town Murder Songs wurde am Conestogosee in der Regional Municipality of Waterloo, in Listowel und Palmerston in Ontario gedreht.
Christliche Motive mit immer wieder eingeblendeten Zitaten aus der Bibel und die Musik spielen im Film eine große Rolle, wobei auch die Musik christliche Motive aufgreift und oft an religiöse Chorgesänge erinnert. Der Evangelische Pressedienst bemerkt die Rolle der Musik: „[...] ein vielschichtiger Film: Sittenbild, Charakterstudie, Musikvideo und Krimi zugleich“. Sie stammt hauptsächlich von der Band Bruce Peninsula, aber auch von Mark Revell, Diane Warren, Henegar Union Sacred Harp Convention, Damian Criswell; das Lied „What a Friend We Have in Jesus“ wird als Originalton vorgetragen von der Mennoniten-Gemeinde.

## Veröffentlichung
Im März 2011 wurde bekanntgegeben, dass Monterey Media die Rechte an dem Film in den Vereinigten Staaten erwarb. Die Uraufführung fand am 26. Mai 2011 im O-Cinema im Stadtteil Wynwood in Miami, Florida statt.
Die DVD-Veröffentlichung in den USA erfolgte durch Monterey Media am 19. Juli 2011. Der deutsche Kinostart war am 28. Juni 2012, ehe er am 16. November 2012 in englischer Sprache mit deutschen Untertiteln auf DVD erschien.

## Rezeption
Der Film erhielt überwiegend positive Bewertungen.

„Die dumpfen Trommeln einer unheilvollen, vergangenen Tat tönen zu laut, als dass Kleinstadtpolizist Walter sie aus seinen Gedanken verbannen könnte. Von mit sich selbst hadernden Gesetzeshütern wurde schon oft erzählt – von der katholischen Strenge eines Abel Ferrara (‚Bad Lieutenant‘) über die psychologische Differenzierung eines Christopher Nolan (‚Insomnia – Schlaflos‘) bis zum Gewalttäter-Porträt eines Oren Moverman (‚Rampart‘). Regisseur Ed Gass-Donnelly (‚This Beautiful City‘) weiß dem bekannten Sujet in ‚Small Town Murder Songs‘ dann aber tatsächlich doch noch neue Aspekte abzugewinnen. Das von einem treibenden Folk-Soundtrack dominierte Drama erweist sich als geerdete Charakterstudie eines gebrochenen Mannes im tiefreligiösen Ontario.“

Die Kritik-basierte Website Rotten Tomatoes wertete den Film mit 79 von 100 Prozent, basierend auf 15 positiven von 19 Kritiken der Webseite mit einer durchschnittlichen Bewertung von 6,1/10 Punkten.
Stephen Cole von The Globe and Mail verfasste folgende, positive Bewertung:

„STMS ist ein gelungenes Stück gruseliger Ontario-Stimmung (original: ‚STMS succeeds as an Ontario Gothic mood piece‘).“

## Auszeichnungen
- Santa Catalina Film Festival 2011: bester Spielfilm[13]
- Whistler International Film Festival 2010: beste Schauspielerin für Martha Plimpton[14]
- Torino International Film Festival 2010: Fipresci Critic’s Preis als bester Film
- Phoenix Film Festival 2011: Welt-Kino-Regisseur für Ed Gass-Donnelly[15]